# 네티 (소프트웨어)
네티(Netty)는 프로토콜 서버, 클라이언트 등 자바 네트워크 애플리케이션 개발을 위한 비차단 입출력 클라이언트-서버 프레임워크이다. 비동기 사건 기반 네트워크 애플리케이션 프레임워크와 도구들은 TCP, UDP 소켓 서버 등 네트워크 프로그래밍을 단순하게 만들기 위해 사용된다. 네티에는 프로그래밍 반응자 패턴 구현체를 포함하고 있다. 원래 와일드플라이에 의해 개발된 네티는 현재 네티 프로젝트 커뮤니티에 의해 개발, 유지보수되고 있다.
비동기 네트워크 애플리케이션 프레임워크 목적 외에도 네티는 HTTP, HTTP/2, DNS 등의 더 많은 프로토콜을 지원하고 있으며 서블릿 컨테이너 안에서 실행할 수 있는 기능, 웹소켓 지원, 구글 프로토콜 버퍼 연동, SSL/TLS 지원, SPDY 프로토콜 지원,메시지 압축 지원이 포함되어 있다. 네티는 2004년부터 활발히 개발되고 있다.
버전 4.0.0 기준으로 네티는 NIO, 블로킹 자바 소켓과 함께 NIO.2를 백엔드로 지원하고 있다.

## 같이 보기
- 아파치 MINA